# Абингдон (Мэриленд)
Абингдон (англ. Abingdon) — статистически обособленная местность в США в округе Харфорд штата Мэриленд, в 34 км к северо-востоку от города Балтимор, на реке Буш.
Поселение основано в 1779 Уильямом Пака. В 1785—95 здесь находился первый методистский колледж в Западном полушарии — Коуксбери.
Производство одежды. В пригороде — Абердинский испытательный полигон и Химический центр Сухопутных сил.
В честь города был назван другой населённый пункт — Абингдон, штат Иллинойс.

## История
Абингдон был назван в честь одноимённого города в Англии. Город был основан Уильямом Паком, подписавшим Декларацию независимости. В Абингдоне был основан Колледж Коксбери, ставший первым методистским колледжем в Соединённых Штатах.

Абингдон превратился из невключённой территории в статистистически обособленную местность для переписи 2020 года.